# Heleioporus
Genre
Synonymes
- Perialia Gray, 1845
- Philocryphus Fletcher, 1894

Heleioporus est un genre d'amphibiens de la famille des Limnodynastidae.

## Répartition

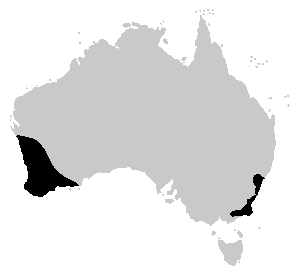
Répartition

Les 6 espèces de ce genre sont endémiques du sud de l'Australie. Sur les six espèces, cinq vivent dans le sud-ouest de l'Australie occidentale et la sixième, Heleioporus australiacus, dans le sud-est de l'Australie.

## Description
Toutes les espèces de ce genre sont des animaux de taille moyenne à grande, vivant enfouis dans le sol pour se protéger des prédateurs et de la dessiccation, avec des têtes rondes, des corps courts, des yeux saillants, des pattes relativement courtes et des doigts aux pattes avant sans palmure. Les orteils sont assez courts avec une ébauche de palmure. Une caractéristique du genre (sauf pour Heleioporus eyrei et quelques Heleioporus psammophilus) est la présence de callosités nuptiales noires chez les mâles au niveau des premiers doigts, accessoirement des deuxième et troisième. 
Les pupilles forment une fente verticale et le tympan est généralement visible. Tous les mâles de ce genre appellent les femelles depuis leur terrier où les couples déposeront leurs œufs englués de mousse. Les embryons se développeront là jusqu'à leur éclosion. L'éclosion se produit lorsque la pluie inonde le terrier et peut permettre aux têtards de poursuivre leur développement dans l'eau. Les coassements de toutes ces espèces sont assez semblables quoiqu'ils diffèrent en fréquence, en longueur, en hauteur et en nombre de répétitions.

## Liste des espèces
Selon Amphibian Species of the World (19 novembre 2016) :
- Heleioporus albopunctatus Gray, 1841
- Heleioporus australiacus (Shaw & Nodder, 1795)
- Heleioporus barycragus Lee, 1967
- Heleioporus eyrei (Gray, 1845)
- Heleioporus inornatus Lee & Main, 1954
- Heleioporus psammophilus Lee & Main, 1954

## Publication originale
- Gray, 1841 : Descriptions of some new species and four new genera of reptiles from Western Australia, discovered by John Gould, Esq. Annals and Magazine of Natural History, sér. 1, vol. 7, p. 86–91 (texte intégral).